# Europäische Musiktheater-Akademie
L'Europäische Musiktheater-Akademie (EMA) (Accademia europea del teatro musicale) è un istituto senza fini di lucro con sede a Vienna che mira a promuovere una rete internazionale per coloro che sono attivi nella teoria e nella prassi del teatro musicale.

## Storia
Il 26 maggio 1992 l'Europäische Musiktheater-Akademie fu fondato nello Ständetheater di Praga dal Forschungsinstitut für Musiktheater (Germania), il teatro Vanemuine, Tartu (Estonia), l'Accademia delle scienze, Praga (Repubblica Ceca) e il dipartimento di studi teatrali, cinematografici e mediatici, università di Vienna (Austria).
Durante il suo periodo di gestazione, il compito principale dell'Accademia fu di fornire supporto e conoscenza ai partner dell'Europa orientale. Dopo il completamento di numerosi progetti e collaborazioni, l'EMA si è posizionata come un organismo di dialogo per coloro che sono professionalmente attivi nel teatro musicale. Ai suoi regolari simposi l'EMA offre esperienze e conoscenze per presentare gli ultimi sviluppi in materia di ricerca, documentazione e teatro musicale.
Dal 1992 l'Europäische Musiktheater-Akademie ha tenuto quattordici simposi in diversi paesi europei, come Francia, Portogallo, Russia e Svizzera. Alcuni dei soggetti analizzati hanno organizzato e gestito i teatri dell'opera, storiografia e alcuni aspetti dei concetti della messa in scena contemporanea.

## Pubblicazioni
- Vol. 10: „Poetischer Ausdruck der Seele“: Die Kunst, Verdi zu singen, ISBN 978-3940768605
- Vol. 9: Opera Staging. Erzählweisen, ISBN 978-3940768476
- Vol. 8: Richard Wagners Der Ring des Nibelungen: Europäische Traditionen und Paradigmen, ISBN 978-3-940768-16-2
- Vol. 7: L’Europe Baroque. Oper im 17. und 18. Jahrhundert. L’opéra aux XVIIe et XVIIIe siècles, ISBN 978-3-940768-17-9
- Vol. 6: Kinderoper. Ästhetische Herausforderung und pädagogische Verpflichtung, ISBN 3-932581-64-4
- Vol. 5: Repertoire und Spielplangestaltung, ISBN 978-3-85145-060-6
- Vol. 4: Musiktheater-Management III: Musiktheater und Recht, ISBN 3-9803671-2-6
- Vol. 3: Musiktheater-Management II: Musiktheater-Marketing, ISBN 3-9803671-1-8
- Vol. 2: Musiktheater-Management I: Betriebsformen, Personal- & Finanzmanagement, Planung & Kontrolle, ISBN 3-9803671-0-X
- Vol. 1: Musiktheater: Um welchen Preis?, ohne ISBN

In cooperazione con il Forum europeo di Alpbach:
- Teure Kunstform Oper? Musiktheater im neuen Jahrtausend. Strategien und Konzepte, ISBN 978-3-7065-4299-9

## Partner di cooperazione
Per sottolineare l'aspetto chiave di ciascun simposio, l'EMA collabora con organizzazioni selezionate. Si possono quindi tenere conferenze con partner rinomati come la Wiener Staatsoper, il Théâtre des Champs-Élysées di Parigi e il Teatro Nacional de São Carlos di Lisbona, il Forum europeo di Alpbach e l'Università di Zurigo.